# مارومسکو (ویرجینیا)
مارومسکو (به انگلیسی: Marumsco) یک منطقهٔ مسکونی در ایالات متحده آمریکا است که در شهرستان پرنس ویلیام، ویرجینیا واقع شده‌است. مارومسکو ۳۷٬۲۱۸ نفر جمعیت دارد.